# Neuses (Dürrwangen)
Neuses ist ein Gemeindeteil des Marktes Dürrwangen im Landkreis Ansbach (Mittelfranken, Bayern). Die Gemarkung Neuses hat eine Fläche von 3,167 km². Sie ist in 252 Flurstücke aufgeteilt, die eine durchschnittliche Fläche von 12.569,07 m² haben. In ihr liegt neben dem namensgebenden Ort der Gemeindeteil Flinsberg.

## Geographie
Das Dorf liegt in einer Waldlichtung. Im Südwesten liegt der Lichtenschlag, im Norden der Frickinger Wald, im Osten der Eichelgarten und im Südosten das Rappenholz. Im Ort entspringt der Rappengraben, der 1,5 km weiter östlich als rechter Zufluss in das Hühnerbächlein mündet, einen rechten Zufluss der Sulzach. Unmittelbar südöstlich grenzt das Flurgebiet Mauspoint an.
Eine Gemeindeverbindungsstraße führt über den Goschenhof zur Kreisstraße AN 42 bei Flinsberg (0,9 km nördlich) bzw. zu einer Gemeindeverbindungsstraße (2,1 km südlich) zwischen Hopfengarten und Dinkelsbühl. Weitere Gemeindeverbindungsstraßen führen nach Hellenbach (2,3 km südwestlich) und nach Hopfengarten (1,2 km südlich).

## Geschichte
Die Fraisch über Neuses war umstritten. Sie wurde vom ansbachischen Oberamt Wassertrüdingen, vom oettingen-spielbergischen Oberamt Dürrwangen und von der Reichsstadt Dinkelsbühl beansprucht. Die Dorf- und Gemeindeherrschaft sowie die Grundherrschaft über alle Anwesen hatte die Reichsstadt Dinkelsbühl. 1732 bestand der Ort aus 8 Anwesen und 1 Gemeindehirtenhaus. Gegen Ende des 18. Jahrhunderts gab es 10 Anwesen, allesamt dinkelsbühlisch (evangelische Kirchenpflege: 1 Gut; Hintere-Stuben-Pflege: 2 halbe Gütlein; katholische Kirchenpflege: 1 Gut; Siechenpflege: 4 halbe Hofgüter, 2 halbe Güter) und ein Gemeindehirtenhaus. Von 1797 bis 1808 unterstand der Ort dem Justiz- und Kammeramt Feuchtwangen.
1806 kam Neuses an das Königreich Bayern. Infolge des Gemeindeedikts wurde Neuses 1809 dem Steuerdistrikt Schopfloch und der Ruralgemeinde Lehengütingen zugeordnet. Mit dem Zweiten Gemeindeedikt (1818) entstand die Ruralgemeinde Neuses, zu der Flinsberg und Goschenhof gehörten. Sie war in Verwaltung und Gerichtsbarkeit dem Landgericht Dinkelsbühl zugeordnet und in der Finanzverwaltung dem Rentamt Dinkelsbühl (1919 in Finanzamt Dinkelsbühl umbenannt, seit 1973 Finanzamt Ansbach). Die Verwaltung übernahm 1862 das neu geschaffene Bezirksamt Dinkelsbühl (1939 in Landkreis Dinkelsbühl umbenannt). Die Gerichtsbarkeit lag beim im gleichen Jahr gebildeten Stadt- und Landgericht Dinkelsbühl (1879 in das Amtsgericht Dinkelsbühl umgewandelt, seit 1973 eine Zweigstelle des Amtsgerichtes Ansbach). Mit der Auflösung des Landkreises Dinkelsbühl im Jahr 1972 kam Neuses an den Landkreis Ansbach. Die Gemeinde hatte 1964 eine Gebietsfläche von 3,170 km². Im Zuge der Gebietsreform in Bayern wurde diese am 1. Januar 1971 nach Dürrwangen eingemeindet.

### Einwohnerentwicklung
Gemeinde Neuses
| Jahr      | 1818   | 1840   | 1852   | 1855   | 1861   | 1867   | 1871   | 1875   | 1880   | 1885   | 1890   | 1895   | 1900   | 1905   | 1910   | 1919   | 1925   | 1933   | 1939   | 1946   | 1950   | 1952   | 1961   | 1970   |
| Einwohner | 107    | 113    | 111    | 106    | 109    | 111    | 101    | 118    | 107    | 118    | 124    | 109    | 101    | 103    | 116    | 121    | 108    | 105    | 103    | 131    | 133    | 123    | 106    | 100    |
| Häuser    | 23     | 21     |        |        |        |        | 24     |        |        | 25     | 25     |        | 25     |        |        |        | 25     |        |        |        | 22     |        | 20     |        |
| Quelle    | [ 18 ] | [ 19 ] | [ 20 ] | [ 20 ] | [ 21 ] | [ 22 ] | [ 23 ] | [ 24 ] | [ 25 ] | [ 26 ] | [ 27 ] | [ 20 ] | [ 28 ] | [ 20 ] | [ 29 ] | [ 20 ] | [ 30 ] | [ 20 ] | [ 20 ] | [ 20 ] | [ 31 ] | [ 20 ] | [ 14 ] | [ 32 ] |

Ort Neuses
| Jahr      | 001818 | 001840 | 001861 | 001871 | 001885 | 001900 | 001925 | 001950 | 001961 | 001970 | 001987 | 001995 | 002005 | 002011 | 002017 |
| Einwohner | 60     | 66     | 63     | 59     | 54     | 58     | 49     | 68     | 56     | 53     | 56     | 55     | 57     | 58     | 53     |
| Häuser    | 11     | 11     |        |        | 12     | 12     | 12     | 12     | 11     |        | 13     |        |        |        |        |
| Quelle    | [ 18 ] | [ 19 ] | [ 21 ] | [ 23 ] | [ 26 ] | [ 28 ] | [ 30 ] | [ 31 ] | [ 14 ] | [ 32 ] | [ 33 ] |        |        |        | [ 1 ]  |

## Religion
Der Ort ist seit der Reformation evangelisch-lutherisch geprägt und bis heute nach St. Wendelin (Lehengütingen) gepfarrt. Die Katholiken sind nach Maria Immaculata (Dürrwangen) gepfarrt.